# Radio Onda Rossa
Radio Onda Rossa è una radio che inizia a trasmettere il 24 maggio 1977 a Roma, con sede in via dei Volsci, 56, nel quartiere di San Lorenzo.
("spot" della radio)

## Storia
Fondata da un gruppo di militanti dell'Autonomia Operaia romana, fu una delle radio libere di riferimento del Movimento del '77, rifiutando però questa denominazione e adottando quella di "radio militante", "radio di movimento" o "radio rivoluzionaria".
La radio venne apertamente criticata dal PCI e divenne un "osservato speciale" delle forze dell'ordine, in quanto accusata di istigazione al crimine.
Nel 1977-78 la radio fu oggetto anche di alcune chiusure temporanee, per bloccare le trasmissioni durante le manifestazioni di piazza. Il 22 gennaio 1980 la magistratura chiuse la radio apponendo i sigilli a locali e apparecchiature, arrestando inoltre diversi collaboratori della radio. La radio fu riaperta e gli arrestati liberati nel mese di agosto, dopo una grande assemblea pubblica cittadina, il 25 maggio, al teatro Centrale di Roma. 
Il 13 ottobre 1982, ore 2:15 un ordigno valutato in 3 kg di dinamite esplode davanti alla porta dell'appartamento di Radio onda rossa, provocando danni rilevanti all'interno dei suoi locali, in tutto il palazzo e nei palazzi vicini. Lo stabile di via dei Volsci viene dichiarato inagibile. Al momento dell'esplosione nei locali si trovava solo una persona, Emanuele Dessì, che rimase illeso grazie alla lontananza dal luogo dello scoppio (forse allertata dagli stessi attentatori). Radio onda rossa lo ricondusse immediatamente ad un’organizzazione sionista, la Lega di difesa ebraica (Led), che precedentemente aveva condotto azioni minatorie via telefonica alla redazione, annunciando un’azione “punitiva”. Era l'epoca dell'occupazione militare israeliana di Beirut, del Massacro di Sabra e Shatila, dunque della frattura dell'opinione pubblica in merito ad Israele, che ha coinvolto inevitabilmente le comunità ebraiche, sfociando sovente in comportamenti antisemiti da parte di politici e media. L'esplosione segue cronologicamente l'attentato alla Sinagoga di Roma del 9 ottobre, che costò la vita ad un bambino di due anni ed il ferimento di altri coetanei. Il procedimento giudiziario aperto d'ufficio non arrivò ad accertare le responsabilità della bomba che rimasero ignoti. I redattori della radio sostennero di aver ricevuto, nei giorni immediatamente precedenti e successivi alla bomba, telefonate di rivendicazione dell'attentato.

### 93.300 e 87.9: le frequenze della radio
Fin dal 1977 Radio Onda Rossa trasmetteva sulla frequenza 93.300-93.450 MHz a Roma e nel Lazio: nel luglio 1987 fu oscurata dal segnale ben più potente di Radio Vaticana nonostante le fosse stata riconosciuta anche dal Ministero delle Telecomunicazioni la legittimità a trasmettere su quella frequenza.

### L'"oscuramento" del 1987
Nel 1987 in Italia si attua il cosiddetto Piano di Ginevra (stilato dalla RAI ma mai ratificato dal parlamento): un accordo internazionale di divisione delle frequenze radio che di fatto cancellava dall'etere alcune radio a favore dello sviluppo dell'oligopolio delle reti commerciali private.
Nell'ambito di questo piano e nonostante avesse la disponibilità di altre frequenze, dal 1º luglio 1987 Radio Vaticana inizia a trasmettere sulla frequenza dei 93.300 MHz, frequenza già usata da Radio Onda Rossa. La potenza di trasmissione di Radio Vaticana è notevolmente più grande di quella di Radio Onda Rossa (20.000 watt contro 1.500) tale da oscurare di fatto il segnale di quest'ultima.
Nonostante le proteste di piazza e l'opposizione della radio, con il sostegno attivo in modo particolare dell'avvocato Mauro Mellini a sostegno di Radio Onda Rossa la situazione rimane immutata per più di otto anni, durante i quali la redazione decide di continuare a trasmettere sulla stessa frequenza rivendicando il diritto a una frequenza propria, libera da interferenze; finché nel 1995 si libera una frequenza nell'etere romano a causa del fallimento di Voglia di radio, una radio commerciale.
Dopo vari, e vani, incontri al Ministero delle comunicazioni, la redazione di Radio Onda Rossa decide di occupare la frequenza degli 87.900 MHz. Pochi giorni prima di Natale la radio organizza una manifestazione a piazza Venezia e trasmette per la prima volta, dagli altoparlanti di un furgone, sulla nuova frequenza occupata.
Il riconoscimento della frequenza di trasmissione è stato oggetto di una lunga controversia con il Ministero delle comunicazioni, conclusasi solo nel 2006, dopo una rinnovata minaccia di interruzione delle trasmissioni nel 2002
.

### La trasmissione in DAB+
Dalla fine del 2023, Radio Onda Rossa ha iniziato la sua trasmissione anche in modalità DAB+, coprendo la provincia di Terni.

## Finanziamento
Radio Onda Rossa è una "radio libera e indipendente", senza proprietari, senza pubblicità, autogestita e autofinanziata, senza giornalisti professionisti.
Per scelta ideologica, la radio non ha mai ricavato il proprio finanziamento dalla pubblicità, preferendo la raccolta di fondi associata a iniziative di vario genere, realizzate soprattutto in collaborazione dei centri sociali di Roma, attraverso quindi concerti ed eventi.
La radio si sostiene tramite sottoscrizioni effettuabili sia negli studi in via dei Volsci,  bollettini di conto corrente postale o bonifico bancario, con la tessera di sottoscrizione annuale da 60 euro a persona e 120 euro collettive e la vendita in sede di cd autoprodotti.
Nel febbraio 2018, Radio Onda Rossa lancia una campagna crowdfunding per finanziare l'acquisto di un nuovo trasmettitore conclusasi con enorme anticipo rispetto al termine fissato.

## Attività della radio
Nel corso dei decenni ha portato avanti diverse battaglie e campagne di controcultura. Nel 2001, insieme ad altre sei radio italiane, Radio Black Out di Torino, Radio Ciroma di Cosenza, Radio Città 103, Radio Fujiko e Radio K Centrale di Bologna, Radio Onda d'Urto di Brescia e all'Agenzia AMISnet, ha dato vita al network Radio Gap (Global Audio Project), nato per raccontare i fatti del G8 di Genova a luglio di quell'anno e che ha proseguito con le mobilitazioni degli anni successivi.
Si tratta della prima sperimentazione significativa in Italia della tecnologia che consente di ascoltare la radio via internet (streaming); Radio GAP trasmette dal Media Center del Genoa Social Forum: un'aula della scuola "Pascoli" di Genova. Il lavoro collettivo di una trentina di redattrici e redattori permette la realizzazione di notiziari in tre lingue e consente la copertura di tutti gli incontri, i dibattiti e i seminari del movimento, oltre le corrispondenze in diretta delle manifestazioni di piazza. Radio GAP diventa la voce ufficiale e attendibile del movimento che si ritrova a Genova e ritrasmette il segnale in tutto il mondo: in una settimana di attività registrerà l'incredibile numero di oltre 1.400.000 contatti, dal Sudafrica al Canada all'India, dall'Australia alla Russia all'Argentina, oltre a tutta l'Europa.

### Concerti di autofinanziamento
Per finanziare le proprie attività, Radio Onda Rossa organizza periodicamente concerti negli spazi sociali, occupati e autogestiti di Roma. I concerti coinvolgono band della Capitale ma anche gruppi stranieri e internazionali. I generi proposti spaziano dal reggae al rap, passando per punk, techno e cantautorato militante.
Nel corso degli anni Radio Onda Rossa ha organizzato concerti con Onda Rossa Posse, Assalti Frontali, Stormy Six, Jello Biafra, The Mars Volta, Chumbawamba, Propagandhi, The Vile, Lou X, Colle der Fomento, Ice One, 99 Posse, Eugenio Bennato, Claudio Lolli, Arakne Mediterranea, Kina, Gli Ultimi, Radici nel Cemento, Baracca sound, Il Muro del Canto, 44 Leningrad, Affluente, Bull Brigade, Franti, Serpe in seno, España Circo Este, Ataraxia, Ray Daytona, The Bone Machine, Il Giardino Violetto, Razzapparte, Danilo Fatur, Rebecca Lane, Nidi d'Arac, Oracy, Jellyfish, Artica, Ozric Tentacles, Hobophobic, Nofu, Gronge, Kalashnikov Collective, Malclango, Ambassador 21, e molti altri.

### Scarceranda
(motto di Scarceranda)
Scarceranda è un'agenda autoprodotta, pubblicata da Radio Onda Rossa.
È un'agenda "contro ogni carcere giorno dopo giorno, perché di carcere non si muoia più, ma neanche di carcere si viva", come recita il motto che l'accompagna sin dalla sua prima uscita nel 1999.
Chiunque può contribuire alla sua realizzazione, inviando alla radio, entro settembre di ogni anno, materiali che abbiano come tema il carcere: testi, poesie, disegni, fumetti, ricette pensate per essere adatte alle limitate possibilità culinarie del carcere. Dal 2005 molti dei disegni che accompagnano l'agenda e il quaderno allegato sono realizzati durante la mostra Crack! Fumetti dirompenti organizzata al Forte Prenestino di Roma.
Scarceranda viene donata alle persone detenute che ne facciano richiesta o segnalate alla radio.
Dal 2004, alla Scarceranda di Radio Onda Rossa si è aggiunta un'altra pubblicazione con lo stesso nome. Si tratta dell'agenda nata all'interno del carcere di Monza e voluta da un gruppo di detenuti, operatori ed operatrici della Cooperativa Sociale La Meridiana 2. I due progetti non hanno alcuna affiliazione oltre al nome.

## La radio nella cultura di massa
Nel 1988 Militant A e Castro X, conduttori di Funk Theology, trasmissione radiofonica di musica e cultura hip-hop in onda dalle frequenze della radio, formano il "collettivo rap" Onda Rossa Posse, uno dei primi gruppi a fare rap in italiano.
Alla radio è dedicata la canzone La mia radio dei Radici nel cemento, pubblicata sull'album Occhio! del 2004.